# Forces nouvelles (UDB)
Pour les articles homonymes, voir Forces nouvelles.
Forces nouvelles est l'hebdomadaire de la tentative de l'Union démocratique belge (UDB) de former un parti regroupant des chrétiens progressistes indépendamment du Parti social-chrétien (unitaire) après la Seconde Guerre mondiale.

## Lancement d'un hebdomadaire
Le journal est lancé par une série d'intellectuels parmi lesquels Englebert Renier, Maurice Piron, Léopold Levaux; Albert Delpérée. Il paraîtra de février 1945 à août 1946. Il accompagne l'expérience de l'UDB qui fera long feu. Le journal défend les positioins progressistes chrétiennes: déconbfessionalisation des partis chrétiens, la famille comme juste milieu entre l'individualisme et le collectivisme (point de vue qui est celui du Personnalisme d'Emmanuel Mounier), l'application de la sécurité sociale, la Justice sociale par l'amélioration des relations entre travailleurs et patrons, un ordre international débarrassé du Nationalisme outrancier, la vie de l'esprit sous toutes ses formes, la fidélité à la Résistance, que le journal voit comme la source de forces nouvelles. Enfin l'hebdo veut que soient rencontrés les intérêts de la Wallonie dans la Belgique de la Libération.

## Ses collaborateurs et son contenu
Le journal s'intéresse à tous les domaines de l'activité humaine comme la politique avec Désiré Denuit qui publie sous le pseudo de Germain Couture, Élie Baussart, le fondateur de La Terre wallonne qui y tient une chronique de la politique internationale, Maurice Piron qui s'intéresse à la littérature, Élisée Legros, qui, dans les années 1950, publiera une remarquable étude sur la Frontière linguistique. Les éditoriaux de la publication se soucient essentiellement de trois questions: la formation  de l'Union démocratique belge, le Congrès national wallon de Liège (octobre 1945) et le Deuxième congrès national wallon; enfin le retour de Léopold III auquel la rédaction s'oppose. Albert Delpérée s'occupe des questions économiques et lance un cri d'alarme face au possible déclin wallon.

## Succès puis échec
Forces nouvelles connaît un grand succès à Liège et est bien accueilli à Charleroi: il est d'ailleurs une sorte de prolongement de l'action de La Terre Wallonne et dès les premières semaines de son lancement, Maurice Piron dans une lettre à Baussart signaler que le millier d'abonnés est dépassé. Le journal s'affirme aussi de plus en plus wallons et déclare 
« Les regards que nous portoins sur le monde non seulement ne nous empêcheront pas d'apercevoir les réalités de notre sol wallon, mais nous aideront à mieux les saisir et les situer: Forces nouvelles donnera aux valeurs et aux intérêts de la Wallonie toute la place à laquelle ils ont droit dans le cadre d'une Belgique rénovée. La question wallonne, qu'on le veuille ou non est posée au grand jour. Nous nous appliquerons à lui trouver des solutions constructives. La question wallonne est large. Elle embrasse les domaines politique, économique, social et culturel. Nous n'en négligerons aucun. »
Le 17 février 1946, l'Union  démocratique belge n'a qu'un élu (par apparentement) dans le Brabant wallon. D'autre part, les désabonnements affluent à Forces Nouvelles en raison de la prise de position de la publication contre Léopold III. Le 1er juillet 1946, en raison de ces difficultés financières, il adopte la formule bihebdomadaire. Mais cela sera aussi un  échec.